# مارتين قفصي
مارتين قفصي هي ممثلة ومصممة أزياء تونسية.

## أعمالها

### السينما
- 1975 : فاطمة 75 لسلمى بكار
- 1981 : اخرس عندما تتحدث عن فيليب كلير
- 1988 : صفايح ذهب لنوري بوزيد الذهبية
- 1991 : هو - هي من تأليف كارمين فورناري
- 2001 : مكتبة نوفل صاحب الطابع
- 2015 : حدود السماء لفارس نعناع

### التلفاز

#### مسلسلات
- 1991 : الناس حكايات لحمادي عرفة
- 2002 : قمرة سيدي محروس لصلاح الدين الصيد
- 2004 : جاري يا حمودة لعبد الجبار البحوري
- 2005 : مقهى جلول للطفي بن ساسي وعماد بن حميدة ومحمد دمق (ضيفة شرف الحلقتين 16 و18) بدور حسنة ياحسري
- 2009 - 2010 : نجوم الليل الجزئين الأوّل والثّاني لمديح بلعيد
- 2012 - 2014 : مكتوب الجزئبن الثّالث والرّابع لسامي الفهري
- 2016 : بوليس 2.0 لمجدي السميري
- 2017 : دنيا أخرى الموسم الثاني لسامي الفهري
- 2017 : فلاش باك الموسم الثاني لمراد بن الشيخ

#### الأفلام التلفزيّة
- 1987 : هو وهي لفرانكو روسي
- 2003 : خطى فوق السحاب لعبد اللطيف بن عمار
- 2003 : نادية وسارة لمفيدة التلاتلي

## المسرح
- 2009 : الملك لير نص هشام رستم وعزالدين مدني وإخراج هشام رستم [1]

## المعارض
مارتين قفصي هي أيضا مصممة أزياء لديها علامة ملابس خاصة بها تسمى سمرقند. وهي والدة مرصع الفنّان مهدي بينيديتو، وقد عرضا أعمالهما معًا. أما أهم المعارض فهي:
- 2009 : إبداعات أصيلة، ديوان دار الجلد [3] تونس
- 2010 : الربيع -فنون وحرف ، فضاء بوديوم ، قمرت
- 2011 : الحداثة والتراث فضاء الفنون صديقة ، قمرت [4]

## مذكرات و مراجع
1. ↑  "Le comédien King Rostom". archive.mosaiquefm.net. 25 décembre 2009. مؤرشف من الأصل في 2016-03-04. اطلع عليه بتاريخ 26 juillet 2015. {{استشهاد ويب}}: تحقق من التاريخ في: |تاريخ الوصول= و|تاريخ= (مساعدة).
2. ↑  "Quand Martine Gafsi passe son coup de fil". tuniscope.com. 14 février 2009. مؤرشف من الأصل في 2016-03-03. اطلع عليه بتاريخ 26 juillet 2015. {{استشهاد ويب}}: تحقق من التاريخ في: |تاريخ الوصول= و|تاريخ= (مساعدة).
3. ↑  "Diwan Dar El Jeld". mille-et-une-tunisie.com. 14 octobre 2011. مؤرشف من الأصل في 2018-04-16. اطلع عليه بتاريخ 26 juillet 2015. {{استشهاد ويب}}: تحقق من التاريخ في: |تاريخ الوصول= (مساعدة).
4. ↑  "Espace d'art Sadika - Martine Gafsi et Mehdi Benedetto". sadika.tn. 27 octobre 2011. اطلع عليه بتاريخ 26 juillet 2015. {{استشهاد ويب}}: تحقق من التاريخ في: |تاريخ الوصول= (مساعدة)[وصلة مكسورة].

## روابط خارجية
- مارتين قفصي على موقع IMDb (الإنجليزية)
- مارتين قفصي على موقع قاعدة بيانات الأفلام العربية
- مارتين قفصي على موقع ألو سيني (الفرنسية)
- مارتين قفصي على موقع أول موفي (الإنجليزية)
- مارتين قفصي على موقع كينوبويسك (الروسية)